# 강승민
강승민(姜昇旼, 1994년 11월 29일 ~ )은 대한민국의 바둑 기사
이다.

## 약력
양천대일 바둑도장 출신으로 이붕배와 단군배, 고양시장배, 한바연에서 우승했으며 2010년 제127회 입단대회를 통해 입단했다. 2011년 제16회 삼성화배배 본선32강과 제7기 원익배 십단전 본선 진출하였고, 2013년 제4회 인천 실내&무도 아시안게임 바둑 혼성페어에 출전(파트너 오정아)하여 동메달과 바둑 남자단체전 금메달을 획득했다. 2013년 3단을 거쳐 2015년 7월에 4단으로 승단했다. 2014년 2014삼성화재배 본선16강 및 제19기 천원전 본선8강에 올랐다. 2023년에 9단으로 승단했다.